# Taiarapu-Est

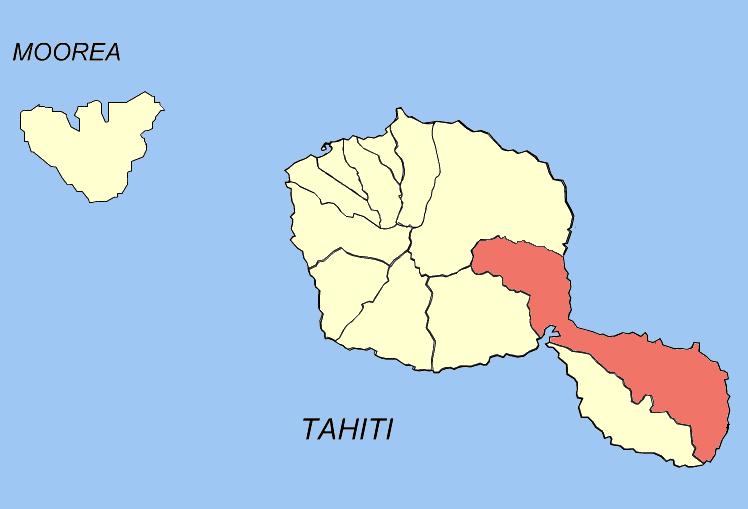
Lage der Gemeinde Taiarapu-Est auf der Insel Tahiti

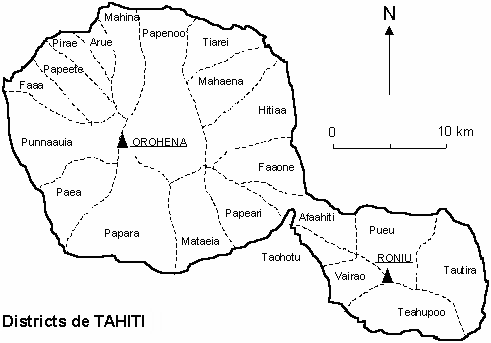
Teilgemeinden (Communes associées) Tahitis

Taiarapu-Est ist eine Gemeinde auf der Insel Tahiti in Französisch-Polynesien. Sie besteht aus den Teilgemeinden (communes associées) Afaahiti-Taravao als Hauptort (Chef-lieu), Faaone, Pūeu und Tautira. Zur Letztgenannten gehört auch die 110 km östlich von Tahiti liegende, unbewohnte Vulkaninsel Mehetia. Sie umfassen eine Gesamtfläche von 216 km². Auf dem Gebiet der Teilgemeinde Afaahiti-Taravao liegt auch der Isthmus von Taravao, der die beiden Halbinseln Tahiti Nui („Groß-Tahiti“) und Tahiti Iti („Klein-Tahiti“) verbindet.

## Teilgemeinden (communes associées)
| commune associée      | Fläche km² | Einwohner 2022 | Bevölkerungs- dichte |
| --------------------- | ---------- | -------------- | -------------------- |
| Afaahiti(-Taravao)    | 35,1       | 6829           | 194,6                |
| Faaone                | 64,9       | 2170           | 33,4                 |
| Pūeu                  | 29,1       | 2076           | 71,3                 |
| Tautira               | 86,9       | 2527           | 29,1                 |
| Gemeinde Taiarapu-Est | 218,3      | 13.602         | 62,3                 |

Zur Teilgemeinde Tautira gehört auch die Insel Mehetia.

## Infrastruktur

### Schulen
- École maternelle de Tamahere in Taravao
- École primaire Ohiteitei in Taravao

### Hochschulen
- Le Collège du Sacré-Coeur in Taravao
- Le Collège de Taiarapu-nui in Taravao

### Sonstiges
- Lykeion in Taravao
- Gemeindeverwaltung in Taravao

## Bevölkerungsentwicklung
| Jahr      | 1977 | 1983 | 1988 | 1996 | 2002   | 2007   | 2012   | 2017   | 2022   |
| --------- | ---- | ---- | ---- | ---- | ------ | ------ | ------ | ------ | ------ |
| Einwohner | 4361 | 5317 | 6602 | 8815 | 10.315 | 11.549 | 12.253 | 12.701 | 13.602 |